# Airyanem Vaejah
Airyanəm Vaējah é o nome, em avéstico da pátria original dos povos iranianos, tal como é referido no Avestá (escritura sagrada do Zoroastrismo) e noutras lendas da mitologia persa.

## Etimologia e palavras derivadas
Airyanəm Vaējah (nominativo: Airyanəm Vaējō) é a forma avéstica do proto-iraniano *aryanam waijah - "o vaējah iraniano". O sentido de "vaējah" é incerto, ainda que tenha sido interpretado como "semente" ou "gérmen", ainda que seja provável que signifique "alcance" ou "extensão". Uma expressão proto-iraniana, *aryānām waijah "extensão dos árias" (significando "povos iranianos")" terá dado origem, no Persa médio, ao nome Ērānwēz, usado como sinónimo de Airyanəm Vaējah. Estas duas designações deram, por sua vez, origem ao nome do país de Ērān (Irão), a partir do proto-iraniano *aryānām" - "terra dos árias/iranianos", bem como ao nome Eranxar (Domínio dos árias/iranianos). Estes nomes apareceram pela primeira vez no reinado de Artaxer I, no início do Império Sassânida.